# Klein geleiwier
Klein geleiwier (Gelidium pusillum) is een roodwier uit de klasse Florideophyceae. De wetenschappelijke naam van de soort werd in 1765 gepubliceerd door Stackhouse.

## Kenmerken
Klein geleiwier, die tot 1-2 cm hoog wordt, is donkerpaarsrood tot zwart van kleur. Het thallus (plantvorm) is zodevormend, met kruipende en opgaande delen.
Deze kraakbeenachtige soort heeft rechtopstaande, afgeplatte bladeren die 0,5-2 mm breed zijn.

## Verspreiding en leefgebied
Klein geleiwier komt wijdverbreid en algemeen voor. Het groeit op gesteente in het bovenste deel van het getij. Ze vormen uitgebreide matachtige gezwellen onder Pelvetia canaliculata, vooral op verticale of bijna verticale oppervlakken. Deze soort wordt soms geassocieerd met Catenella caespitosa en Rhodothamniella purpurea.